# Sarrey
Sarrey é uma comuna francesa na região administrativa de Grande Leste, no departamento de Haute-Marne. Estende-se por uma área de 14,21 km². Em 2010 a comuna tinha 388 habitantes (densidade: 27,3 hab./km²).